# Horst Schrade
Horst Schrade (Spitzname Knobbi; * 16. April 1924 in Klein Steegen, Kreis Preußisch Eylau; † 27. Februar 2014 in Berlin) war ein deutscher Karikaturist.

## Leben
Von 1942 bis 1945 nahm Schrade als Matrose der deutschen Kriegsmarine am Zweiten Weltkrieg teil. Er flüchtete aber kurz vor dem Ende des Krieges auf einen dänischen Eisbrecher.
Nach der Entlassung aus der Kriegsgefangenschaft war er bis 1949 als Neulehrer in Brück tätig und erteilte vor allem Zeichenunterricht. Von 1949 bis 1953 studierte Schrade bei Ernst Jazdzewski, Arno Mohr und Werner Klemke an der Hochschule für Angewandte Kunst im Berliner Bezirk Weißensee. Schon als Student war er 1953 mit der Karikatur Knusper, Knusper, Knäuschen kommt niemand in mein Häuschen (Tusche, 40 × 47 cm) auf der Dritten Deutschen Kunstausstellung in Dresden vertreten. 1953 erhielt er sein Diplom als Pressezeichner und arbeitete seither als fester Freier für die Satirezeitschriften „Frischer Wind“ und „Eulenspiegel“. Beim Eulenspiegel gehörte Horst Schrade bis zu seiner Pensionierung 1989 zu den Stammzeichnern. Er zeichnete auch für die „Junge Welt“, die „Bauernzeitung“, „Die Wahrheit“, die „Berliner Zeitung“ und zahlreiche andere Presseorgane sowie das Fernsehen. Daneben entwarf er Plakate für „Die Distel“.
Schrade lebte in Berlin und war bis 1990 Mitglied des Verbands Bildender Künstler der DDR.

## Ehrungen
- Vaterländischer Verdienstorden
- Dr. Theodor-Neubauer-Medaille

## Werke (Auswahl)

### Karikaturen
- 100 Pfund gäbe ich, wenn ich wüßte … (Tempera, Feder; ausgestellt 1962/1963 auf der Fünften Deutschen Kunstausstellung)[2]
- Det musste lesen! Da stehn schöne Schoten (Aquarell und Kohle; ausgestellt 1962/1963 auf der Fünften Deutschen Kunstausstellung)[3]
- Gepfändet (1976; Federzeichnung, Tusche; ausgestellt 1977/1978 auf der VIII. Deutschen Kunstausstellung)[4]

### Buchveröffentlichungen von Karikaturen Schrades
- Handbuch – Karikaturen von Horst Schrade. Eulenspiegel Verlag, Berlin 1984, ISBN 3-359-00286-5.
- Detlev Enneper, Renate Enneper (Hrsg.): Karikaturen von Horst Schrade – volkstümlich + treffsicher. Eine Rückschau mit 80. Edition Buchholz, DEVA Medien-Service Lars Enneper, Göttingen 2004, ISBN 3-932779-02-9.

## Teilnahme an zentralen und wichtigen regionalen Ausstellungen in der DDR
- 1953, 1962/1963, 1972/1973 und 1977/1978: Dresden, Dritte und fünfte Deutsche Kunstausstellung und VII. und VIII. Kunstausstellung der DDR
- 1974: Dresden, Kupferstichkabinett („Zeichnungen in der Kunst der DDR“)
- 1981: Dresden, Ausstellungszentrum am Fučík-Platz („25 Jahre NVA“)
- 1985: Erfurt, IGA („Künstler im Bündnis“)
- 1986: Greiz, Sommerpalais der Staatlichen Museen (4. Karikaturenbiennale der DDR mit „Satiricum“)